# Kunnur, Chikodi
Kunnur là một làng thuộc tehsil Chikodi, huyện Belgaum, bang Karnataka, Ấn Độ.